# ディフェンシン

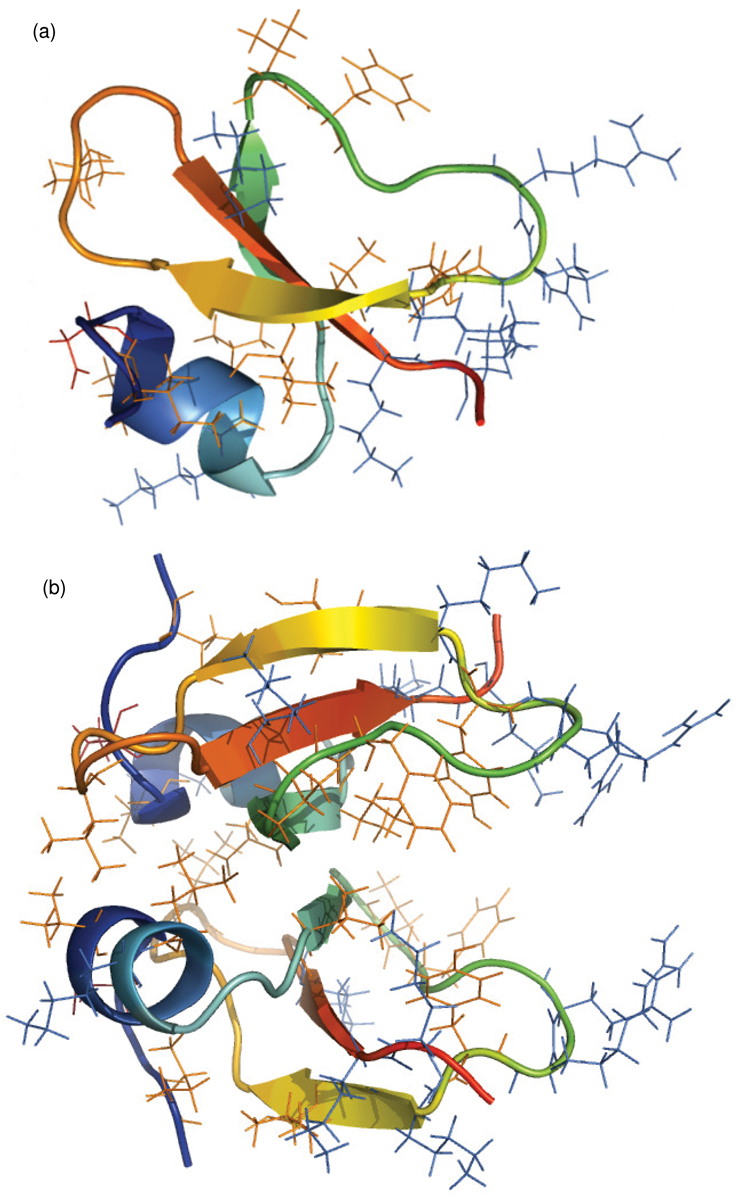
ヒトベータディフェンシン(HBD-2)の単量体および二量体構造。

ディフェンシンは、脊椎動物および無脊椎動物双方に見出される正電荷を持ったタンパク質（オリゴペプチド）である。ディフェンシンは、真正細菌（バクテリア）・真菌類・ウイルス・ウイロイドに対して活性を持つ抗微生物ペプチドである。18から45アミノ酸からなり、6個（脊椎動物）から8個の保存されたシステイン残基を含む。好中球などの免疫系の細胞やほとんどの上皮細胞は、細胞に取り込んだバクテリアなどの異物を不活性化するためにディフェンシンを内部に持っている。大部分のディフェンシンは、微生物の細胞膜と結合することによって機能し、いったん結合が起きると重要なイオンと栄養分が流出する孔のような膜の欠損を作る。

## 種類
ディフェンシン生産の元となる遺伝子群は、非常に多型性を持つ。しかし、ある面は保存されている。たとえば、β-ディフェンシンは、サイズが小さく、正電荷の密度が高く、6システイン残基のモチーフを持つという特徴がある。通常、2つのエクソンを持つ遺伝子によってコードされており、第1のエクソンは疎水性リーダー配列をコードしており、第2のエクソンはシステインのモチーフを含むペプチドをコードしている。
哺乳類のディフェンシンは、α-ディフェンシン、β-ディフェンシン、θ-ディフェンシンという3つの主要な形が知られている。
| タイプ           | 遺伝子                                                                 | 説明 |
| α-ディフェンシン | DEFA1, DEFA1A3, DEFA3, DEFA4                                           | ナチュラルキラー細胞や特定のT細胞サブセットだけではなく主に好中球で発現している。DEFA5とDEFA6は小腸のパネート細胞で発現しており、腸内腔の微生物バランスを制御・維持している可能性がある。 |
| β-ディフェンシン | DEFB1, DEFB4, DEFB103A/DEFB103B - DEFB107A/DEFB107B, DEFB110 - DEFB133 | 多種類の白血球と上皮細胞により分泌され、最も広く分布する。たとえば、舌、皮膚、角膜、唾液腺、腎臓、食道と気道で見出される。嚢胞性線維症の発生要因の一部が、高い塩濃度からもたらされる肺と気管の上皮表面でのβ-ディフェンシン活性の抑制から生じることが、示唆されてきている（ただし異論もある）。 |
| θ-ディフェンシン | DEFT1P                                                                 | 観察例は少なく、2008年段階ではアカゲザルとアヌビスヒヒ（Papio anubis）の白血球だけで見出されている。ヒトおよび他の霊長類では痕跡的である。 |

## 機能
幼い有袋類の個体は、誕生のときには免疫系の発達が不充分であるので、ディフェンシンは病原体への防御で重要な役割を果たす。該当する若い個体で作られるだけでなく、母乳の中にも分泌されている。
ヒトゲノムはθ-ディフェンシン遺伝子を含んでいるが、それらには終止コドンが途中に含まれており、発現が阻害されている。人工的なヒトθ-ディフェンシンであるレトロサイクリンは、偽遺伝子を「修復する」ことで作られ、ヒト免疫不全ウイルスおよび単純ヘルペスウイルス・A型インフルエンザウイルスを含む他のウイルスに対して効果的であることが示された。レトロサイクリンは、これらウイルスが標的細胞に侵入するのを防止することで機能している。
また、炭疽菌が産生する外毒素のα-ディフェンシンの作用が注目を浴びている。キムらは、分裂促進因子活性化タンパク質キナーゼキナーゼ(MAPKK)を標的とするメタロプロテアーゼ(Metalloproteinase)致死因子タンパク質(LF)を産生する炭疽菌が、なぜヒト好中球タンパク質1(HNP-1)に弱いのかを示した。この研究グループは、HNP-1がLFに対して可逆的な非競争的抑制剤としてふるまうことを示した。
ディフェンシン類似タンパク質は、カモノハシの毒の構成要素でもある。

## 疾患との関係
皮膚ディフェンシンの平衡の崩れは、ざ瘡（皮疹）の一因である可能性が指摘されている 。回腸ディフェンシンの減少とクローン病との関わりが示唆されている。
ある研究において、α-ディフェンシンの有意な増加は、統合失調症患者のT細胞破砕液で観察された。双生児において、疾患を持たないもう片方の個人でも、疾患を持つ兄弟ほど高くないがディフェンシンの増加が観察された。Craddockらは、α-ディフェンシン濃度が統合失調症の危険性評価に役立つ標識をもたらすかもしれないと示唆している。
デフェンシンは、乾癬のような炎症状態や創傷治癒の間、ヒト皮膚で観察される。

## 引用文献
1. ↑  Tran D, Tran P, Roberts K, Osapay G, Schaal J, Ouellette A, Selsted ME. "Microbicidal properties and cytocidal selectivity of rhesus macaque theta defensins." Antimicrob Agents Chemother. 2008 Mar;52(3):944-53. Epub 2007 Dec 26. PMID 18160518
2. ↑  Angie Eva Garcia and Michael Selsted "Olive baboon theta-defensins" FASEB J. 2008 22:673.11
3. ↑  Garcia AE, Osapay G, Tran PA, Yuan J, Selsted ME. "Isolation, synthesis, and antimicrobial activities of naturally occurring theta-defensin isoforms from baboon leukocytes." Infect Immun. 2008 Dec;76(12):5883-91. Epub 2008 Oct 13. PMID 18852242
4. ↑  retrocyclin - MeSH・アメリカ国立医学図書館・生命科学用語シソーラス（英語）
5. ↑  Wang W , Cole AM , Hong T , Waring AJ , Lehrer RI "Retrocyclin, an antiretroviral theta-defensin, is a lectin." J Immunol. 2003 May 1;170(9):4708-16.
6. ↑  Münk C, Wei G, Yang OO, Waring AJ, Wang W, Hong T, Lehrer RI, Landau NR, Cole AM. "The theta-defensin, retrocyclin, inhibits HIV-1 entry." AIDS Res Hum Retroviruses. 2003 Oct;19(10):875-81. PMID 14585219
7. ↑  Kim C, Gajendran N, Mittrücker H, Weiwad M, Song Y, Hurwitz R, Wilmanns M, Fischer G, Kaufmann S (2005). “Human alpha-defensins neutralize anthrax lethal toxin and protect against its fatal consequences”. Proc Natl Acad Sci USA 102 (13):  4830–5. doi:10.1073/pnas.0500508102. PMID 15772169.
8. ↑  Philpott M (2003). “Defensins and acne”. Mol Immunol 40 (7):  457–62. doi:10.1016/S0161-5890(03)00154-8. PMID 14568392.
9. ↑  Genomics & Genetics Weekly, "Researchers discover a possible cause of chronic inflammations of Crohn Disease." August 11, 2006, page 72
10. ↑  Wehkamp J et al. (2005). “Reduced Paneth cell alpha-defensins in ileal Crohn's disease” (abstract). Proc Natl Acad Sci USA 102 (50):  18129–34. doi:10.1073/pnas.0505256102. PMID 16330776.
11. ↑  Craddock RM, Huang JT, Jackson E, et al. (March 2008). “Increased alpha defensins as a blood marker for schizophrenia susceptibility”. Mol. Cell Proteomics 7:  1204. doi:10.1074/mcp.M700459-MCP200. PMID 18349140.
12. ↑  Harder J, Bartels J, Christophers E, "et al." (1999). “A peptide antibiotic from human skin”. Nature 387 (6636):  861. doi:10.1038/43088. PMID 9202117.
13. ↑  Sorensen OE, Thapa, DR, Roupé KM, "et al." (2006). “Injury-induced innate immune response in human skin mediated by transactivation of the epidermal growth factor receptor”. J Clin Invest 116 (7):  1878–1885. doi:10.1172/JCI28422. PMID 16778986.